# 九龍巴士82D線
九龍巴士82D線是香港一條來往白石角及大圍站的巴士路線，途經香港科學園，只於繁忙時間提供服務。

## 歷史
- 2019年11月20日：因反修例集會蔓延至中文大學，大學站受到嚴重破壞，使272A及272K線須暫停服務，直至大學站修復完畢。有見及此，九巴臨時開辦本線，彌補272A及272K停駛帶來的影響，同時方便往返科學園及白石角之人士在大圍站轉乘港鐵。[1][2]
- 2019年12月21日：因應港鐵大學站重開而取消服務。[3][4]
- 2020年10月5日：本線以常規路線名義重新投入服務，於星期一至五上、下午繁忙時間對開兩班，但來回程不再繞經大學站。[5][6]
- 2020年11月30日：往大圍站方向增設創新路「創新路」及科學園路「馬料水公眾碼頭」站，往白石角方向增設科學園路「馬料水公眾碼頭」站。[7][8][9]
- 2021年3月13日，增設星期六、日及公眾假期繁忙時間服務，為期三個月至同年6月12日止，其後獲延長至2021年12月12日。[10]
- 2022年3月19日：取消星期六、日及公眾假期繁忙時間班次。[11]
- 2023年7月17日：來回減至各2班。
- 2024年6月24日：白石角端總站延長至博研路[12]。

## 服務時間及班次
- 星期一至五
  - 白石角開：07:15、18:10
  - 大圍站開：08:40、18:45

星期六、日及公眾假期不設服務

## 收費
全程：$8
| - 本線設有12歲以下小童及65歲或以上長者半價優惠。 - 65歲或以上香港居民使用「樂悠咭」，以及12歲以下合資格殘疾兒童使用「殘疾人士身份」個人八達通繳付車資，均可享有每程$2.0或半價（以較低者為準）的票價優惠；12至64歲合資格殘疾人士使用「殘疾人士身份」個人八達通（包括「樂悠咭」），以及60至64歲香港居民使用「樂悠咭」繳付車資，均可享有每程$2.0或全費（以較低者為準）的票價優惠。 - 65歲或以上長者如使用長者或一般個人八達通繳付車資，則只可享有半價優惠；12至64歲合資格殘疾人士如不使用「殘疾人士身份」個人八達通，以及60至64歲人士如不使用「樂悠咭」繳付車資，必須繳付全費。 - 乘客可以現金或八達通於上車時付款，不設找續。 - 每位成人乘客可免費攜帶最多兩名4歲以下而不佔座位的兒童乘客乘車，超額之4歲以下小童必須繳付小童車費乘車。 - 持有「九巴月票」之乘客在車票有效期內，每日可享最多10程任何九龍巴士及龍運巴士路線（包括本路線，以及聯營路線的九龍巴士／龍運巴士提供的班次；惟乘搭機場「A」及「NA」線則可享原價二七折優惠（不會計算每天10次合資格車程））；而B1線則每日可享最多各2程（不會計算每天10次合資格車程）。 - 九龍巴士、城巴、龍運巴士及陽光巴士全職員工及家屬（不包括外判職員）可免費乘搭本路線，惟必須拍職員或職員家屬八達通。 - 乘客亦可透過多元化電子支付系統（e度嘟）繳付車資，包括使用非接觸式VISA卡、JCB卡、萬事達卡、銀聯卡、美國運通、大來國際、Discover Card、Apple Pay、Google Pay、Samsung Pay、AlipayHK「易乘碼」、支付寶、WeChatHK／微信支付「搭車碼」、銀聯雲閃付「乘車碼」及BOC Pay「乘車碼」。乘客使用此付款方式，使用此支付方式的乘客可享有中途下車之分段收費，以及與其他九巴／龍運獨營路線或聯營線九巴／龍運班次之轉乘優惠，惟不適用於與非九巴／龍運路線之轉乘優惠，亦不能享有「公共交通費用補貼計劃」及「長者及合資格殘疾人士公共交通票價優惠計劃」。 |

## 用車
現時本路線獲派1輛富豪B9TL 12米（AVBWU）作掛牌車，屬沙田車廠-大埔分廠。
此車在本線服務時間以外會柯打81C線；而本線亦有來自81C線及182線的柯打。
| 車隊編號 | 車牌   |
| -------- | ------ |
| AVBWU23  | PJ6380 |

## 行車路線

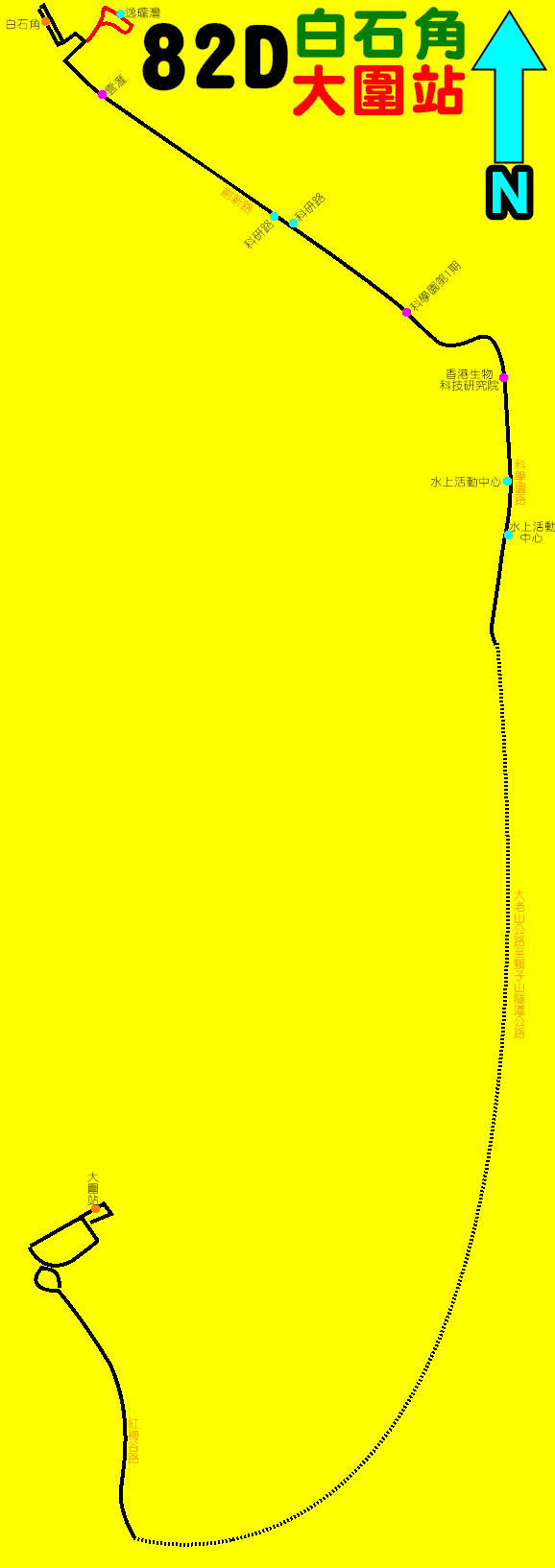
此線的走線圖

- 白石角開經：博研路（南行）、迴旋處、博研路（北行）、科進路、科城路、創新路、科學園路、瑞祥街、大老山公路、沙瀝公路、沙田路、獅子山隧道公路、紅梅谷路及車公廟路。
- 大圍站開經：美田路、紅梅谷路、獅子山隧道公路、沙田路、沙瀝公路、大老山公路、澤祥街、科學園路、創新路、科城路、科進路及博研路。

### 沿線車站
| 白石角開 | 白石角開           | 白石角開             | 大圍站開 | 大圍站開           | 大圍站開             |
| 序號     | 車站名稱           | 位置                 | 序號     | 車站名稱           | 位置                 |
| -------- | ------------------ | -------------------- | -------- | ------------------ | -------------------- |
| 1        | 博研路             | 博研路               | 1        | 大圍站巴士總站     | 大圍站公共運輸交匯處 |
| 2        | 逸瓏灣             | 科進路               | 2        | 馬料水公眾碼頭     | 科學園路             |
| 3        | 雲匯               | 創新路               | 3        | 水上活動中心       | 科學園路             |
| 4        | 創新路             | 創新路               | 4        | 香港生物科技研究院 | 科學園路             |
| 5        | 科研路             | 創新路               | 5        | 科學園（第一期）   | 創新路               |
| 6        | 科學園（第一期）   | 創新路               | 6        | 科研路             | 創新路               |
| 7        | 香港生物科技研究院 | 科學園路             | 7        | 雲匯               | 創新路               |
| 8        | 水上活動中心       | 科學園路             | 8        | 逸瓏灣             | 科進路               |
| 9        | 馬料水公眾碼頭     | 科學園路             | 9        | 博研路             | 博研路               |
| 10       | 大圍站巴士總站     | 大圍站公共運輸交匯處 |          |                    |                      |